# Edward Herbert z Cherbury
Herbert z Cherbury (ur. 3 marca 1583, zm. 20 sierpnia 1648) – angielski baron, filozof, myśliciel religijny, poeta, polityk, dyplomata. Brat poety George’a Herberta. Znany głównie jako twórca naturalistycznej koncepcji religii i prekursor deizmu. Jeden z poetów metafizycznych (Echo w Kościele).

## Poglądy
Uważał, że Bóg stworzył świat, nadał przyrodzie zdolności do samodzielnego rozwoju, ale nie ingeruje w jej bieg, oraz że oprócz dekalogu chrześcijańskiego - istnieje pięć praw religijnych:
1. Istnieje Istota Najwyższa
2. Należy ją czcić
3. Czci się najlepiej przez cnotę i pobożność
4. Żalem można odkupić grzechy
5. Istnieje nagroda i kara po śmierci, w przyszłym życiu[2][potrzebny przypis].

Uważał, że prawdy te są wrodzone, jako powszechne w religiach (mu znanych). Uważał, że zostały zaszczepione w rozumie ludzkim przez naturę, a więc są wrodzone. Uważając naturę za nieomylną, za takie same uznał wyklarowane przez siebie prawdy religijne.
Proponował, by z religii odrzucić wszystko, co je dzieli, a połączyć elementy wspólne.
Uważał również, że prawo ma podstawy w naturze ludzkiej.

## Dzieła
- De Veritate (1624)
- De causis errorum (1645)
- De religione gentilium (1663).